# Беатриса Наваррская (герцогиня Бургундии)
Беатриса Наваррская, также известная как Беатриса Шампанская (1242? — 1295) — герцогиня Бургундии в браке с Гуго IV. Дочь Тибо IV и Маргариты де Бурбон.

## Жизнь
Беатриса была второй женой Гуго IV, герцогом Бургундии. После свадьбы Беатрис стала герцогиней Бургундии.
Сын Беатрисы Гуго не наследовал отцу, потому что у Гуго IV был ещё один сын, Роберт, от первого брака с Иоландой де Дрё. После того, как Гуго IV умер в 1271 году, она поссорилась со своим пасынком Робертом и попросила защиты у короля Франции Филиппа II. Она также отказалась от любых претензий на титул своего брата в 1273 году.

## Дети
У Беатрисы и Гуго было пятеро детей:
- Беатрис (ок. 1264 — 1328); муж: Гуго XIII де Лузиньян (1259—1303), граф де Ла Марш и д’Ангулем
- Гуго (1260—1288), сеньор де Монреаль и виконт д’Авалон; жена: Маргарита де Шалон (ум. 1328), дама де Монреаль
- Маргарита[фр.] (ум. 1300); муж: Жан I де Шалон-Арле (1259—1316), сеньор д’Арлей[5]
- Жанна (ум. 1295), монахиня
- Изабелла (1270—1323); 1-й муж: с 1285 Рудольф I (1218—1291), император Священной Римской империи; 2-й муж: 2) Пьер IX де Шамбли (ум. 1319), сеньор де Нофль